# 細虹銀漢魚
細虹銀漢魚，為輻鰭魚綱銀漢魚目虹銀漢魚科的其中一種，分布於西澳大利亞淡水流域，為熱帶魚類，體長可達7.5公分，棲息在底中層水域，以昆蟲、甲殼類等為食，生活習性不明。

## 擴展閱讀
維基物種上的相關：細虹銀漢魚